# 압둘 가니 아사르
압둘 가니 아사르(1923년 ~ ???, عبدالغني عصار)는 1948년 하계 올림픽에 출전한 아프가니스탄의 전직 축구 선수였다. 또한 마흐무디예 FC 소속으로 활약했었으며, 동료 축구 선수 압둘 가푸르 아사르와 형제 관계이기도 하다.